# جيمس روزفلت بايلي
جيمس روزفلت بايلي (بالإنجليزية: James Roosevelt Bayley) هو كاهن كاثوليكي أمريكي، ولد في 23 أغسطس 1814 في ري في الولايات المتحدة، وتوفي في 3 أكتوبر 1877 في نيوآرك في الولايات المتحدة.

## وصلات خارجية
- جيمس روزفلت بايلي على موقع الموسوعة البريطانية (الإنجليزية)